# فريزر فورمان بيترز
فريزر فورمان بيترز (بالإنجليزية: Frazier Forman Peters)‏ هو مهندس معماري أمريكي، ولد في 20 يوليو 1895، وتوفي في فبراير 1963.